# Курбакова, Татьяна Сергеевна
Татьяна Сергеевна Курбакова (род. 1986) — российская гимнастка. Член сборной России по художественной гимнастике.

## Биография
Татьяна Курбакова родилась 7 августа 1986 года в Москве.
Выступает за МГФСО, профсоюзы и «Динамо» в Москве. Художественной гимнастикой занимается с 5-и лет. В 1991-м году начала заниматься с тренером Еленой Карпушенко во дворце спорта «Трудовые резервы». В 2000-м году была зачислена в молодёжную сборную Москвы по групповым упражнениям. В 2001-м году была приглашена в сборную России по групповым упражнениям. Тренируется под руководством тренеров В. Иваницкой и Т. Васильевой. Работает тренером-преподавателем по художественной гимнастике в СДЮШОР «Крылья Советов».
Участвовала в международном телепроекте «Большие гонки» за сборную России.

## Достижения
- 2000 — «Надежды России» 3 место (булавы и лента) (Москва)
- 2000 — Чемпионат России, команда сборной Москвы — 2 место в групповых упражнениях (Москва)
- 2001 — Чемпионат России, команда сборной Москвы — 1 место в личном зачёте (Москва)
- 2002 — Первенство России — 1 место в групповых упражнениях (Владимир)
- 2003 — Чемпионка Европы и мира в групповых упражнениях
- 2004 — Олимпийская чемпионка в групповых упражнениях (Афины)
- 2005 — Награждена орденом Дружбы